# ひるまえクルーズかごしま
『ひるまえクルーズかごしま』は、2006年10月30日から2023年3月17日までNHK鹿児島放送局の総合テレビジョンで放送されていた地域情報番組。

## 放送内容
2021年3月時点、2021年4月1日以降は以下のうち、○印のある企画を継続して放送（鹿児島の一枚とさつま狂句は不定期に休止の場合あり）。
レギュラー企画
- 火曜日 - さつま狂句[1]○
  - 『かごしま大作戦』から移動（移動時期不明）、2013年度以降『情報WAVEかごしま』でも同じ放送内容が再放送されている。視聴者から公募したオリジナル作品を紹介する、選者は塚田黒柱[2]
- 水曜日 - 作文クルーズ○
- 金曜日 - お天気クルーズ○・週末イベント情報[1]

不定期
- キバレ!!ブカツ
- ピックアップ - 月曜日・木曜日などに放送
- 鹿児島の一枚○

### 過去
- 国体への道

## 放送時間
2021年4月1日から2023年3月17日まで
- 毎週金曜日 11:40 - 12:00 （11:54 - 11:57には東京発全国気象情報を放送）

### 過去
放送開始から2021年3月18日まで
- 平日 11:45 - 12:00 （11:54 - 11:57には東京発全国気象情報を放送） - 国会中継や災害報道などで本番組が放送できない状態が長く続いた場合、放送できなかった内容を放送するため11:30からの放送に繰り上げられる。その場合、『はっけんTV』（2012年度までは『ぐるっと8県 九州沖縄』）は休止になる。
- なお番組表上（新聞のテレビ欄・EPG）では11:54を境に「ひるまえクルーズかごしま」と「気象情報」で区切られている。

## キャスター
以下は気象予報士を除き契約キャスターである、担当者は11:57からの県内の気象情報の読み上げも担当する（顔出しは無し）
- 石塚真由 ‐ 2022年4月から
- 神谷亜弓 (気象予報士)‐ 2020年4月から金曜日のお天気クルーズのみに出演

## 過去のキャスター
- 東條智子（2007年4月から）
- 行広真衣（2008年4月から）
- 汾陽麻衣（2006年10月から2007年3月まで）
- 笠井由香里（2009年から2011年まで)
- 山口恵（2012年4月から2014年3月まで）
- 桧山千尋（2013年度のみ）
- 山城優子（2008年4月から2013年3月まで金子優子として出演し一旦退局後、2015年4月から復帰し1年間出演し、2024年現在は「情報WAVE645かごしま」の日曜日や祝日を担当。）[3]
- 江口菜津美 （2014年4月から2016年3月まで）[4]
- 村上留奈（2014年4月から2016年まで）
- 中島三奈（2018年3月まで）[5]
- 今村聡（お天気クルーズ担当、原則金曜日のみに出演）
- 當麻陽香 ‐ 2020年4月から2021年3月まで。2021年4月以降はNHK大阪放送局の番組に出演。
- 宮田幸季　2022年現在は「 情報WAVEかごしま」を担当。

## テーマ曲
- オリジナル曲（ELEKTEL作曲・放送開始～2017年3月）
- 曲名不詳（2017年4月～）

## 関連番組
- はっけんTV
- フレッシュ情報かごしま - 2006年10月27日まで放送された前身番組
- 情報WAVEかごしま - 当番組と同日開始の夕方地域情報番組、当番組で放送された一部企画の再放送も行っている。